# هنري ميلن إدوار
هنري ميلن إدوار (بالفرنسية: Henri Milne Edwards)‏ عالم حيوان فرنسي، ولد في 23 أكتوبر 1800 ببروج (بلجيكا) وتوفي في 29 يوليو 1855 بباريس.